# Thézan-lès-Béziers
Thézan-lès-Béziers är en kommun i departementet Hérault i regionen Occitanien i södra Frankrike. Kommunen ligger i kantonen Murviel-lès-Béziers som tillhör arrondissementet Béziers. År 2022 hade Thézan-lès-Béziers 3 070 invånare.

## Befolkningsutveckling
Antalet invånare i kommunen Thézan-lès-Béziers
Referens:INSEE